# Bractwa kurkowe w Polsce

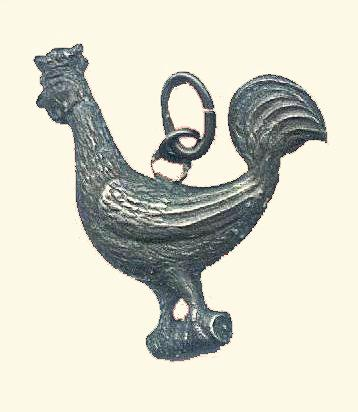
Odznaka Mieszczańskiego Towarzystwa Strzeleckiego we Lwowie 1892

Stylizowany Kur Bractwa Kurkowego – eksponat Muzeum Miniaturowej Sztuki Profesjonalnej Henryk Jan Dominiak w Tychach – wymiary 18 × 22 mm

Bractwo kurkowe – pochodząca ze średniowiecznej Europy Zachodniej organizacja, ucząca mieszczan posługiwania się bronią na wypadek konieczności obrony murów miejskich. Pierwsze bractwa kurkowe na ziemiach polskich powstawały na przełomie XIII i XIV wieku.

## Historia

### Geneza
W średniowieczu ufortyfikowanie miasta oznaczało przyjęcie przez mieszczan obowiązku samodzielnej obrony wznoszonych obwarowań. Ich poszczególne odcinki powierzano cechom, na których spoczywał obowiązek czuwania nad bezpieczeństwem i kondycją konkretnych baszt, bram i fragmentów łączących je murów. Oznaczało to wykorzystanie istniejącej struktury zawodowej do stworzenia nowej, miejskiej struktury obronnej. Wówczas zrodził się problem związany z koniecznością przekształcenia rzemieślników w sprawnych obrońców.
W zachodnioeuropejskiej literaturze przedmiotu prawie nie ma informacji o polskich bractwach kurkowych. Trafić tam można na wzmianki poświęcone Krakowskiemu Bractwu Kurkowemu lub Gdańskiemu Bractwu św. Jerzego, czy też czterem bractwom kurkowym działającym we Wrocławiu.

### Zabory
Wiele wspólnych strzeleckich tradycji poszło w zapomnienie, szczególnie od chwili utraty przez Rzeczpospolitą niepodległości w wyniku zaborów. W zaborze rosyjskim działalność tego typu była zakazana. Na terenie zaboru pruskiego bractwa mogły kontynuować działalność, ale spotkały się z naciskami germanizacyjnymi, których jednym z przejawów były próby zmuszania braci do noszenia mundurów. W II poł. XIX w. obserwowano odradzanie się strzeleckich organizacji, kiedy głównie bractwa wielkopolskie przeżywały renesans. Stosunkowo najwięcej swobody miały bractwa na terenie zaboru austriackiego, szczególnie w dobie autonomicznej. Tutaj już wcześniej, w latach 30. XIX w., reaktywowane zostało po czterdziestoletniej przerwie, jako Towarzystwo Strzeleckie Krakowskie, Krakowskie Bractwo Kurkowe. Wznowiło działalność Mieszczańskie Towarzystwo Strzeleckie we Lwowie, które w 1844 r. otrzymało w darze od cesarzowej austriackiej szarfę do swego sztandaru.

### Śląsk

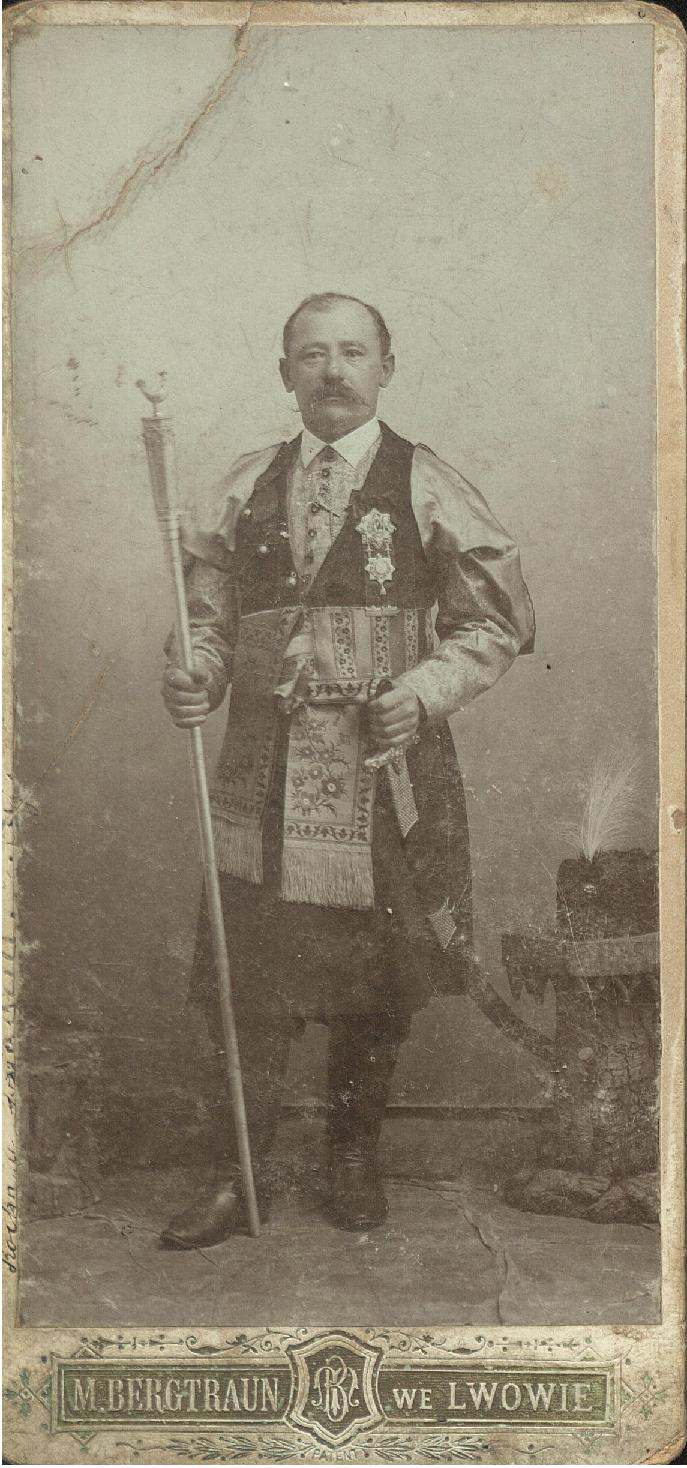
Uroczysty strój Marszałka Lwowskiego Bractwa Kurkowego –Jan Makan, 1882

Coraz więcej bractw zaczęło powstawać również na Śląsku, gdzie w 1849 r., z inicjatywy raciborskiego bractwa, doszło do powołania Górnośląskiego Związku Strzeleckiego (Oberschlesischer Schützenbund), zrzeszającego w chwili powstania strzeleckie organizacje z 9 miast, tj.: z Bytomia (Beuthen). Gliwic (Gleiwitz). Głubczyc (Leobschütz), Koźla (Cosel), Mysłowic (Myslowitz), Raciborza (Ratibor), Ujazdu (Ujesd) i Żor (Sohrau). Znalazły się wśród nich jedne z najstarszych górnośląskich bractw. Od następnego roku Związek rozpoczął ożywioną działalność, stale powiększając swe szeregi o nowych członków, w tym także od 1875 r. o Bractwo Strzeleckie z Tarnowskich Gór. W 1861 pan na Pszczynie, Żorach etc. baron Promnitz przywilejem usankcjonował istnienie Bractwa Kurkowego.
Charakterystyczną formą tej działalności było organizowanie dorocznych uroczystości związkowych w miastach, w których funkcjonowały poszczególne bractwa. W 1905 r. miejscem takiego zjazdu były Tarnowskie Góry. Imprezy te cieszyły się dużą popularnością, nie tylko wśród braci kurkowych, ale także wśród mieszkańców miast, w których je organizowano, gdyż stanowiły atrakcję towarzyską i wydarzenie kulturalne.
Każdorazowo fakt ich odbycia odnotowywano nie tylko w lokalnej prasie, ale także w periodykach o zasięgu obejmującym obszar całego Górnego Śląska (np. „Der Oberschlesier” czy „Oberschlesien”). Niekiedy można tam było znaleźć także nieco więcej informacji o sposobie funkcjonowania Związku. Stąd np. wiadomo, że na 5 maja 1907 zwołany został do Bytomia zjazd delegatów tworzących go bractw w liczbie 51 delegowanych. Wśród uczestników spotkania wymienione zostało także Bractwo Strzeleckie z Tarnowskich Gór. Dzięki tej notatce wiadomo również, że w 1907 r. w skład związku wchodziło 25 bractw górnośląskich o łącznej liczbie 1729 członków. Z ich grona podczas bytomskiego spotkania z niewiadomych powodów wystąpiło bractwo z Nysy (Neisse). Zjazd ponownie powierzył, na następne trzy lata, kierowanie sprawami związkowymi bractwu bytomskiemu. Podjęto także uchwałę o zorganizowaniu dorocznych związkowych zawodów strzeleckich w Koźlu w dniach 23–25 czerwca 1907 r. dla upamiętnienia setnej rocznicy oblężenia twierdzy Koźle, co dodatkowo uwiecznione być miało wybiciem pamiątkowego medalu.

### II Rzeczpospolita
Sytuacja uległa zmianie z chwilą, gdy Górny Śląsk powrócił w granice Polski. Działalność Górnośląskiego Związku Strzeleckiego zamarła, tak jak i wielu śląskich bractw kurkowych, które nie zawsze umiały lub mogły się odnaleźć w nowej rzeczywistości politycznej. W 1923 r. powstała w bractwie w Mikołowie inicjatywa odrodzenia ruchu strzeleckiego na Śląsku. Po opracowaniu własnego statutu i uzyskaniu jego zatwierdzenia przez władze, mikołowskie bractwo przystąpiło do nawiązania kontaktu z bractwami w Wielkopolsce.
W tej dzielnicy bractwa kurkowe były szczególnie liczne i popularne. Stąd też szybko właśnie tu skrystalizowała się idea ich zjednoczenia we wspólnej organizacji. Już 7 sierpnia 1922 doszło w Poznaniu do spotkania przedstawicieli ponad 130 towarzystw strzeleckich, głównie z obszaru byłego zaboru pruskiego. Podjęli oni decyzję o powołaniu do życia Zjednoczenia Kurkowych Bractw Strzeleckich Zachodnich Ziem Polskich. Statut Zjednoczenia, opublikowany w 1923 r., zakładał możliwość udziału w jego pracach bractw nie tylko z województw poznańskiego i pomorskiego, ale także z terenu Śląska. Zapoczątkowało to stopniowe tworzenie ogólnopolskiej struktury, w ramach której do wybuchu II wojny światowej znalazła się większość polskich bractw kurkowych.
Reprezentanci górnośląskich bractw przybyli już na drugi zjazd delegatów, połączony z I Kongresem Zjednoczenia, którego obrady toczyły się w dniach od 30 sierpnia do 4 września 1924 w Poznaniu. Zapadła tam decyzja o utworzeniu czterech Okręgów: Poznańskiego. Pomorskiego. Bydgoskiego i także Śląskiego, którego organizatorem z ramienia Zjednoczenia zostało bractwo z Mikołowa. Zebranie konstytuujące je zwołano na 7 grudnia 1924 r. do Mikołowa. Uczestniczyli w nim przedstawiciele trzech bractw: Rybnika, Tarnowskich Gór i gospodarzy, a także w charakterze obserwatorów, delegaci będącego dopiero w stadium organizacji bractwa z Wodzisławia Śląskiego. W wybranym wówczas zarządzie nowego Okręgu znaleźli się również przedstawiciele Tarnowskich Gór – Strencioch jako zastępca sekretarza i Philipp Thomalla w charakterze zastępcy strzelmistrza. Zarząd Okręgu Śląskiego od razu przystąpił do działań mających na ceni popularyzację tej nowej formy strzeleckiej aktywności. Zaowocowało to szybkim powiększeniem się liczby członków Okręgu, jak również liczby nowych bractw na Górnym Śląsku.
Kolejny zjazd Zjednoczenia, obradujący we wrześniu 1925 r. w Bydgoszczy. chcąc zachęcić bractwa z innych obszarów Polski do wstąpienia w jego szeregi. podjął uchwałę o dokonaniu zmiany nazwy na Zjednoczenie Bractw Strzeleckich Rzeczypospolitej Polskiej.
Obrady następnego, czwartego zjazdu, zorganizowano na początku sierpnia 1926 r. już na Górnym Śląsku w Żorach. Była to forma uświetnienia przypadającego wówczas jubileuszu 150-lecia powstania tego bractwa, co udokumentowane zostało wybiciem okolicznościowego medalu. Zjazd upamiętnił się także tym. że w przeddzień jego otwarcia utworzone zostało bractwo w Katowicach, zaś w trakcie obrad dokonano uroczystego poświęcenia sztandaru Zjednoczenia. Wśród umieszczonych na awersie płatu sztandaru symboli ziem, z których pochodziły zrzeszone w Zjednoczeniu bractwa, znalazł się także symbol Śląska.
Zwołany rok później do Grudziądza piąty kongres przede wszystkim dokonał statutowej zmiany nazwy Zjednoczenia. Odtąd brzmiała ona: Zjednoczenie Kurkowych Bractw Strzeleckich Rzeczypospolitej Polskiej.
Siódmy Zjazd Delegatów Zjednoczenia odbył się w Poznaniu w czerwcu 1929 r. Połączony był z przypadającym wówczas jubileuszem 675-lecia powstania poznańskiego bractwa. Trwałą pamiątką jego obrad stała się Księga jubileuszowa (1253–1928) Bractwa Kurkowego w Poznaniu z r. 1253 [Poznań 1929], w której zamieszczono spisy osobowe członków wszystkich bractw skupionych w Zjednoczeniu. Dzięki temu znane są nazwiska braci tarnogórskich z 1928 r., tj. de facto w momencie oficjalnej rejestracji bractwa, która właśnie wtedy miała miejsce. Zjazd poznański był także sporym sukcesem braci z Tarnowskich Gór.
Dowodem rosnącego znaczenia bractw górnośląskich – w tym i tarnogórskiego – stało się powierzenie im organizacji IV Kongresu Zjednoczenia, przypadającego na 10-lecie istnienia organizacji. Na miejsce obrad, nad którymi patronat honorowy objął prezydent Ignacy Mościcki. wybrane zostały Katowice. W trakcie obrad, trwających od 26 czerwca do 3 lipca 1932 r., podkreślano również fakt, że jest to zarazem 10. rocznica powrotu Górnego Śląska do Macierzy. Zjazd katowicki upamiętnia wydana z tej okazji specjalna publikacja (IV Kongres i W lecie Zjednoczenia Kurk. Bractw Strzeleckich Katowice 26.VI – 3.VII [Katowice 1932]).
Równie imponujący był V Kongres Zjednoczenia, zorganizowany w 1936 r. w Gdyni, najmłodszym polskim mieście i porcie. Siedem śląskich bractw reprezentowało 88 delegatów. Była to zarazem ostatnia przed wybuchem II wojny światowej strzelecka impreza o randze ogólnopolskiej. 1 września 1939 przerwał działalność wszystkich polskich bractw kurkowych.

## III Rzeczpospolita

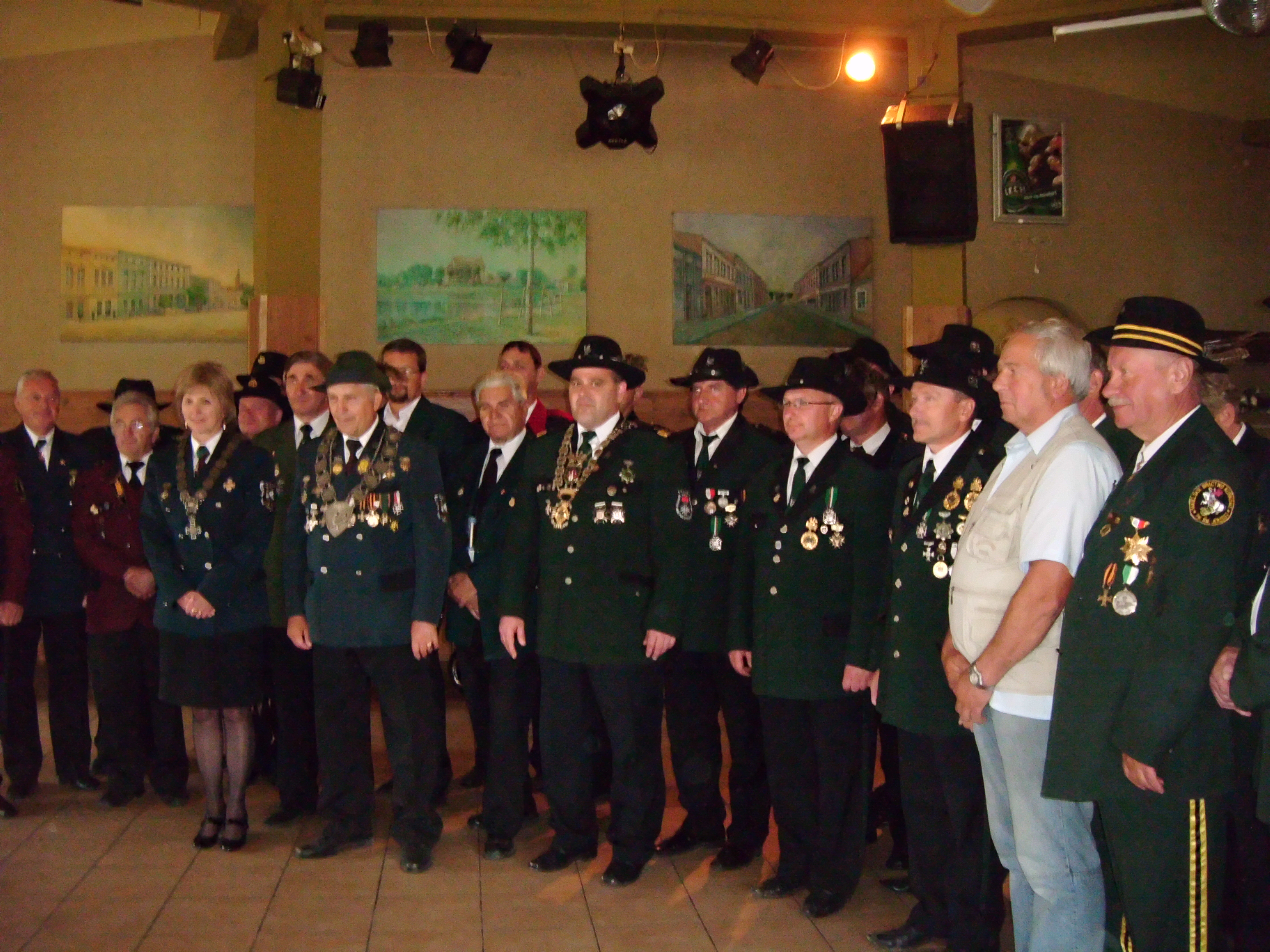
Członkowie bractwa kurkowego w Więcborku

Polskie bractwa kurkowe należą do Europejskiego Stowarzyszenia Strzelców Historycznych (EGS), zrzeszającego ok. 3 milionów członków. Strzelcy spotykają się co trzy lata w różnych krajach i m.in. biorą udział w zawodach o tytuł króla strzelców. W 2003–2006 roku w Austrii (Vöcklabruck) Królem Europejskich Strzelców Historycznych po raz pierwszy został Polak Roman Rybacki z Kurkowego Bractwa Strzeleckiego z Rawicza.
W 2006–2009 roku w Holandii Europejskim Królem został strzelec z Bractwa Kurkowego w Pszczynie – Tadeusz Żyła.
W 2024 Józef Pluta, hetman Bractwa Kurkowego w Raciborzu został Królem Europejskich Strzelców na zjeździe w Mondsee. W tych samych zawodach Maksymilian Kuropka z Ponieca został Księciem Europejskich Strzelców.